# Ciuciuieni, Sîngerei
Ciuciuieni este satul de reședință al comunei cu același nume  din raionul Sîngerei, Republica Moldova.
Hramul satului este Sf. Constantin și Elena (3 iunie) și Sf. Dumitru (8 noiembrie).